# Onevao
Onevao (auch: ʻOnevao) ist eine kleine Insel im Norden von Tongatapu im Pazifik. Sie gehört politisch zum Königreich Tonga.

## Geografie
Das Motu (Riffinsel eines Atolls) liegt auf der Nordseite der Piha Passage (Astrolabe Channel) vor der Nordküste von Tongatapu, gegenüber von Navutoka. Die nächstgelegenen Inseln sind ʻOnevai (W), Monuafe (W) und Motu Tapu (O).

## Klima
Das Klima ist tropisch heiß, wird jedoch von ständig wehenden Winden gemäßigt. Ebenso wie die anderen Inseln der Tongatapu-Gruppe wird Onevao gelegentlich von Zyklonen heimgesucht.